# Nora Hamdi
Nora Hamdi, née le 26 avril 1968 à Argenteuil, est une artiste, romancière, essayiste, réalisatrice, scénariste et productrice française.
Elle commence sa carrière artistique avec des courts-métrages et un film documentaire en mettant à l'écran la réalité sociale des jeunes femmes en banlieue parisienne. Rapidement, elle publie Des poupées et des anges, un roman sur les thématiques sociétales de la  violence patriarcale et sociale, et la quête de liberté de deux jeunes filles. Salué par les critiques, ce roman ouvre la voie à son adaptation cinématographique en 2008, marquant le début de sa carrière de réalisatrice. Son cinquième roman, La Maquisarde, est inspiré de l'histoire de sa mère, résistante durant la guerre d'Algérie. Ce récit engagé souligne le rôle souvent ignoré des femmes dans les luttes de libération. En 2020, elle adapte La Maquisarde au cinéma, optant pour un film d'auteur qui aborde la mémoire historique de la guerre d’indépendance, tout en posant un regard intime sur les complexités de la réconciliation entre la France et l’Algérie. À travers ce film, elle décrit les dilemmes moraux de cette période et l’importance de bâtir des ponts entre les deux nations pour guérir les blessures du passé.
Au-delà de ses œuvres, elle soutient l'accès à la culture et la représentation des femmes et des minorités à l’écran. Elle croit au cinéma comme levier de dialogue et de compréhension sociale. Avec La Couleur dans les mains, sur la quête identitaire d’une jeune peintre maghrébine, elle donne voix aux oubliés et explore des récits de vie empreints de vérité. Son approche humaniste et son souci de justice sociale marquent chaque projet qu’elle entreprend, créant des œuvres qui touchent le public par leur authenticité et leur profondeur.
En utilisant ses histoires, elle met en lumière le féminisme arabe et musulman, rappelant les luttes et les aspirations des femmes tout en célébrant leur résilience et leur créativité.

## Biographie

### Origines familiales

#### Une jeune fille dans le maquis algérien
La mère de Nora Hamdi, inspire le personnage central de son cinquième roman La Maquisarde, figure de résistance et de courage. Ayant grandi dans un village kabyle pendant la guerre d'Algérie;, la culture des olives et l'élevage du bétail constituaient les principales activités de sa famille et de la population locale à cette époque. Les Français ont exproprié sa famille de leurs terres. Son frère aîné, arrêté par l'armée française, a réussi à s'échapper et s'est réfugié dans la forêt. Face aux harcèlements constants, les conditions de vie sont devenues insupportables pour la mère et sa fille, les poussant à rejoindre le maquis dans les montagnes de Sidi Ali Bounab aux côtés du frère aîné pour ravitailler leurs compagnons de lutte.

#### Résistance Moudjahidate

Les résistantes Moudjahidates dans le film La Maquisarde sorti en salle en 2020

La mère de Nora Hamdi incarne la force discrète de nombreuses femmes qui, bien que souvent perçues comme soumises, jouèrent un rôle crucial dans la lutte pour l'indépendance. Après des années de silence, elle se confie à sa fille, révélant son passé de maquisarde ses expériences dans les camps d’internement. Elle s'enfuit du camp du Maréchal et un appelé du contingent la sauve de l'exécution. Ces camps furent dénoncés à l’époque par Michel Rocard ainsi que par toutes celles et ceux en France qui s’opposaient à la guerre d’Algérie. Les militants anticoloniaux de cette période payaient souvent un lourd tribut pour leurs convictions : nombreux furent ceux qui subirent des assassinats, des années d'emprisonnement, ou encore l'éxil.
À travers son témoignage, la mère de Nora Hamdi transmet l’héritage de résistance à la génération suivante, dans un récit personnel poignant de transmission, de mémoire et de réconciliation.

### Jeunesse et études
Née à Argenteuil, dans la banlieue parisienne, issue une famille d'origine algérienne, Nora Hamdi est la sixième d'une fratrie de douze enfants. Elle passe son enfance à Sartrouville, où elle développe très tôt une passion pour le dessin. Après l'adolescence, elle s'installe à Paris et enchaîne divers petits boulots afin de financer ses études en arts plastiques. Parallèlement, elle suit des cours du soir à l'École des Beaux-Arts. Durant cette période, elle évolue dans les milieux du graffiti, du hip-hop et de la mode, tout en travaillant sur ses premières œuvres dans divers ateliers situés entre Paris et la banlieue. Après huit ans de parcours dans les mondes de la peinture et des expositions, elle se consacre aux films et à la littérature.

### Carrière artistique

#### Début de carrière

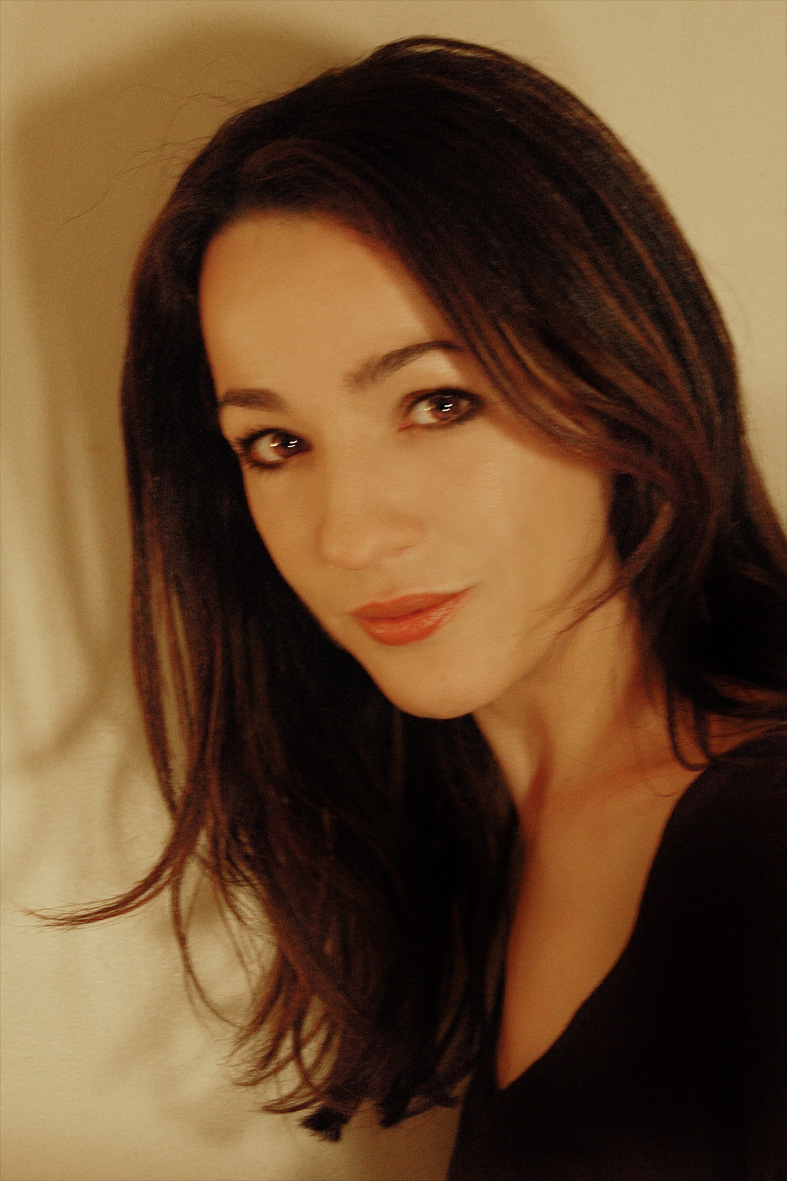
Nora-hamdi

Nora Hamdi a débuté en 2000 sa carrière cinématographique en réalisant un film documentaire sur le mouvement artistique des Lettristes et des Situationnistes. Elle a également écrit et réalisé deux courts métrages, Petits ensembles au bout de la nuit et La danse dans le noir. Parallèlement, elle a co-signé la bande dessinée Trois étoiles avec Virginie Despentes. En 2004, elle publie son premier roman Des poupées et des anges, qui raconte l’histoire de deux sœurs adolescentes vivant en banlieue parisienne, confrontées à la modernité et aux traditions dans leur quête identitaire en tant que femmes. Ce premier roman lui vaut le Prix Yves Navarre.
En 2005, Hamdi publie son deuxième livre, Plaqué or, une œuvre influencée par l’univers musical de John Coltrane. Le roman explore les thèmes de l'identité et de l'art à travers l'histoire d'une comédienne et de son frère musicien. La quatrième de couverture du livre est signée par Jean-François Bizot. La même année, elle contribue à deux nouvelles, La désinvolture du prince charmant dans la revue littéraire Bordel et Les filles de Pissevin pour le théâtre Kaléidoscope à Nîmes. Elle devient par la suite membre du jury au Festival du court métrage de Lille.

### AdaptationDes poupées et des anges

#### Contexte du film
Nora Hamdi réalise l'adaptation cinématographique Des poupées et des anges qui sort en salles en 2008 avec une distribution comprenant Leïla Bekhti, Karina Testa, Samy Naceri, Léa Seydoux et Samuel Le Bihan. Le film raconte l'histoire de Lya, une adolescente de 17 ans, qui vit dans une cité avec ses deux sœurs, Chirine, 18 ans, et Inès, 7 ans. Au sein d'une famille marquée par la violence paternelle, Lya est la seule à s'opposer à son père. Tandis que Chirine, séduite par la promesse d'une carrière de mannequin à Paris, rencontre un prétendu agent, Alex, Lya observe avec inquiétude l'évolution de sa sœur, qui s'apprête à tomber dans un monde dangereux de prostitution.
À travers le regard critique et protecteur de Lya, Chirine prend conscience de la manipulation dont elle est victime. Lya, avec sa force et sa révolte, va permettre à leur père de se réconcilier avec ses filles, tandis que Chirine apprend à se défendre et à affronter les réalités de la vie. En chemin, elle rencontre Simon, un publicitaire de renom, qui est fasciné par sa beauté et lui offre une nouvelle opportunité de prendre son destin en main, cette fois sur des bases plus solides et respectueuses.
Entre la banlieue et Paris, Des poupées et des anges explore des thématiques sociétales tels que la violence familiale, la lutte pour l'émancipation, et la quête d'identité. À travers les parcours de Chirine et Lya, le film dépeint une réalité sociale où les jeunes femmes tentent de trouver leur place, tiraillées entre amour, danger, et détermination. Adapté du roman de Nora Hamdi, le film mêle drame familial et critique sociale avec un regard poignant sur les espoirs et les désillusions de la jeunesse des quartiers populaires.

#### Accueil critique

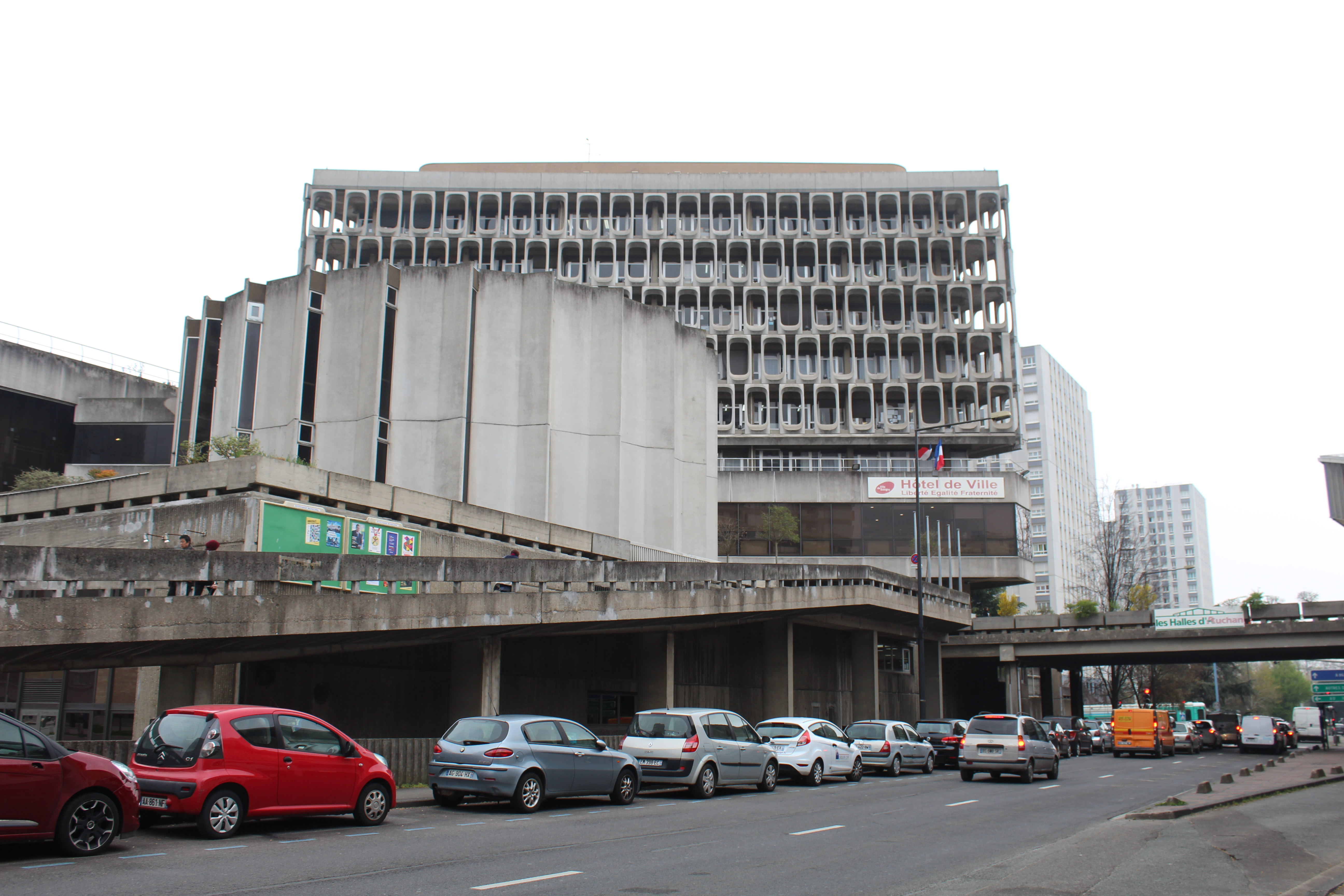
Hôtel de ville de Bobigny, lieu du tournage du film Des poupées et des anges en 2007 qui constitue à part entière l'esprit du film.

L'écrivain et journaliste Bayon souligne pour Libération que Des poupées et des anges est un « bel essai sur la condition féminine en milieu arabe immigré », bien que l’œuvre reste inachevée et ouverte sur de nombreuses questions. Le film se distingue par sa distribution et son huis clos domestique autour de trois femmes, où l'homme, incarné par Samy Naceri, joue le rôle d’un « pater familias méchamment largué ». Le personnage de Lya, interprété par Leïla Bekhti, est particulièrement salué pour sa force et son indépendance, opposée à sa sœur plus soumise et à leur mère. Le film est également reconnu pour sa représentation de la jeunesse et des problématiques féminines à travers un prisme urbain et poétique.
Dans sa publication scientifique pour la revue Hommes et Migrations chez Persée, André Videau souligne que le film de Nora Hamdi réussit à éviter les stéréotypes en présentant des personnages qui sont « ni poupées, ni anges, ni putes ». Il met en avant l'essor des jeunes femmes d'origine maghrébine dans le cinéma français, où elles ont longtemps été sous-représentées. Le film met en lumière la complexité de leurs vies et de leurs expériences, loin des clichés habituels. Videau note également la performance de Samy Naceri, qui incarne un père colérique, un rôle qui dénote un travail à contre-emploi pour l'acteur. Globalement, le film est salué pour son authenticité et son refus de se conformer aux représentations stéréotypées de la banlieue, offrant ainsi un récit plus nuancé et réaliste des réalités contemporaines.
Le film remporte le Prix Les Enfants Terribles et Leïla Bekhti est prénommée pour le César du meilleur espoir féminin en 2009, tandis que Karina Testa et Bekhti sont toutes deux nommées pour le Prix Lumière la même année.

### Retour au roman
En 2010, elle publie son troisième roman, Les enlacés, qui explore les relations amoureuses. L’année suivante, en 2011, elle publie La couleur dans les mains, un roman inspiré de son expérience dans la peinture, qui la mène à être finaliste du Prix de la Closerie des Lilas. En 2014, après trois ans de recherches, Nora Hamdi publie La Maquisarde, un roman historique inspiré par l’histoire de sa mère pendant la guerre d’Algérie. Cet ouvrage rend également hommage aux femmes disparues et met en lumière la France qui a soutenu leur cause.

### La Maquisarde:l'indépendance

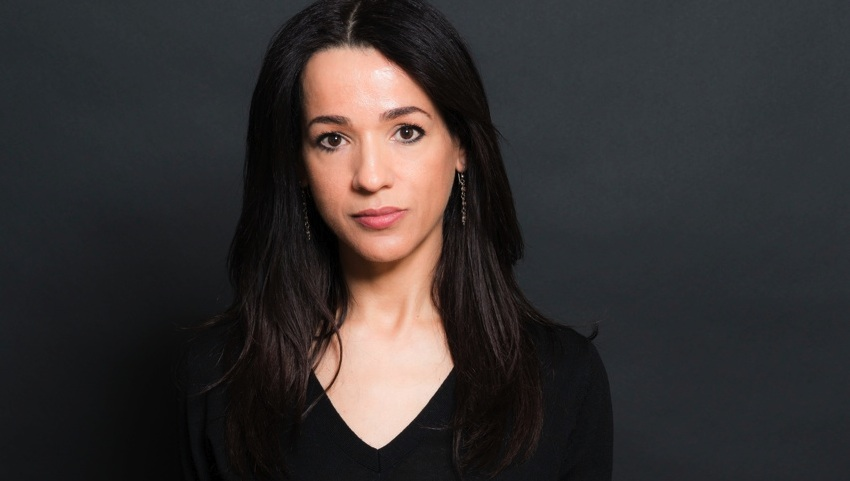
Nora Hamdi en 2014 pour la promotion de son livre La Maquisparde

#### Film d'auteur
« Il était important pour moi de rendre hommage à ces femmes
dignes et combatives comme ma mère »

— Nora Hamdi, Les Inrocks.
La Maquisarde est le film indépendant que produit et réalise Nora Hamdi, sorti en 2020. Le film aborde la thématique de la guerre d'Algérie en mettant en lumière le rôle des femmes, souvent oubliées dans ce contexte historique. Le récit suit Neïla, une jeune femme de 16 ans qui fuit son village dans l'est de la Kabylie, incendié par l'armée française. Elle se réfugie auprès de son fiancé et de son frère, membres d'un groupe de maquisards du Front de libération nationale (FLN). En 1956, alors que la guerre d'Algérie est en cours, Neïla devient combattante armée pour l'indépendance malgré elle. Elle est capturée par les forces françaises lors d'une attaque et emprisonnée dans un camp secret où elle subit des tortures lors d'interrogatoires, dans le but d'obtenir des informations sur les insurgés.
À travers son œuvre, Nora Hamdi souligne que les femmes ont été « les grandes oubliées de la guerre d'Algérie », regrettant que, malgré leur contribution, elles aient été souvent glorifiées puis renvoyées à des rôles traditionnels après l'indépendance. Le film rend hommage aux maquisardes algériennes et questionne la place des femmes dans l'histoire et dans la mémoire collective liée à cette période.

#### Accueil critique
Dans sa critique pour Libération de La Maquisarde, Luc Chessel met en avant la manière dont Nora Hamdi interroge la place des femmes en temps de guerre à travers le huis-clos entre Neïla, la jeune paysanne algérienne, et Suzanne, l'infirmière française engagée auprès du FLN. Le film se déroule en 1956, dans un camp d'internement où Neïla, faite prisonnière par l'armée coloniale, découvre les horreurs de la guerre. Leur alliance devient un symbole des trahisons historiques, tant de la France vis-à-vis des Algériens que de l'Algérie envers ses femmes après l'indépendance. Chessel note que le film « travaille sous nos yeux à se faire, à leur débroussailler un chemin à travers les contradictions violentes de l'histoire distincte et commune de deux pays », tout en soulignant son approche audacieuse face à la représentation de la torture.
Le film est décrit dans Le Monde Diplomatique comme « grand public », qui pourrait ressembler à une fiction si on ne savait pas que tout y est vrai. La rédactrice de l'article, Marina Da Silva, précise qu'en mettant en avant des thèmes de résistance, de douleur et de solidarité féminine, tout en intégrant des images d'archives, le long-métrage renforce son message. La réalisatrice filme de près les émotions et les visages, rendant hommage à ces femmes souvent oubliées.

### La Couleur dans les mains:nouvelle adaptation

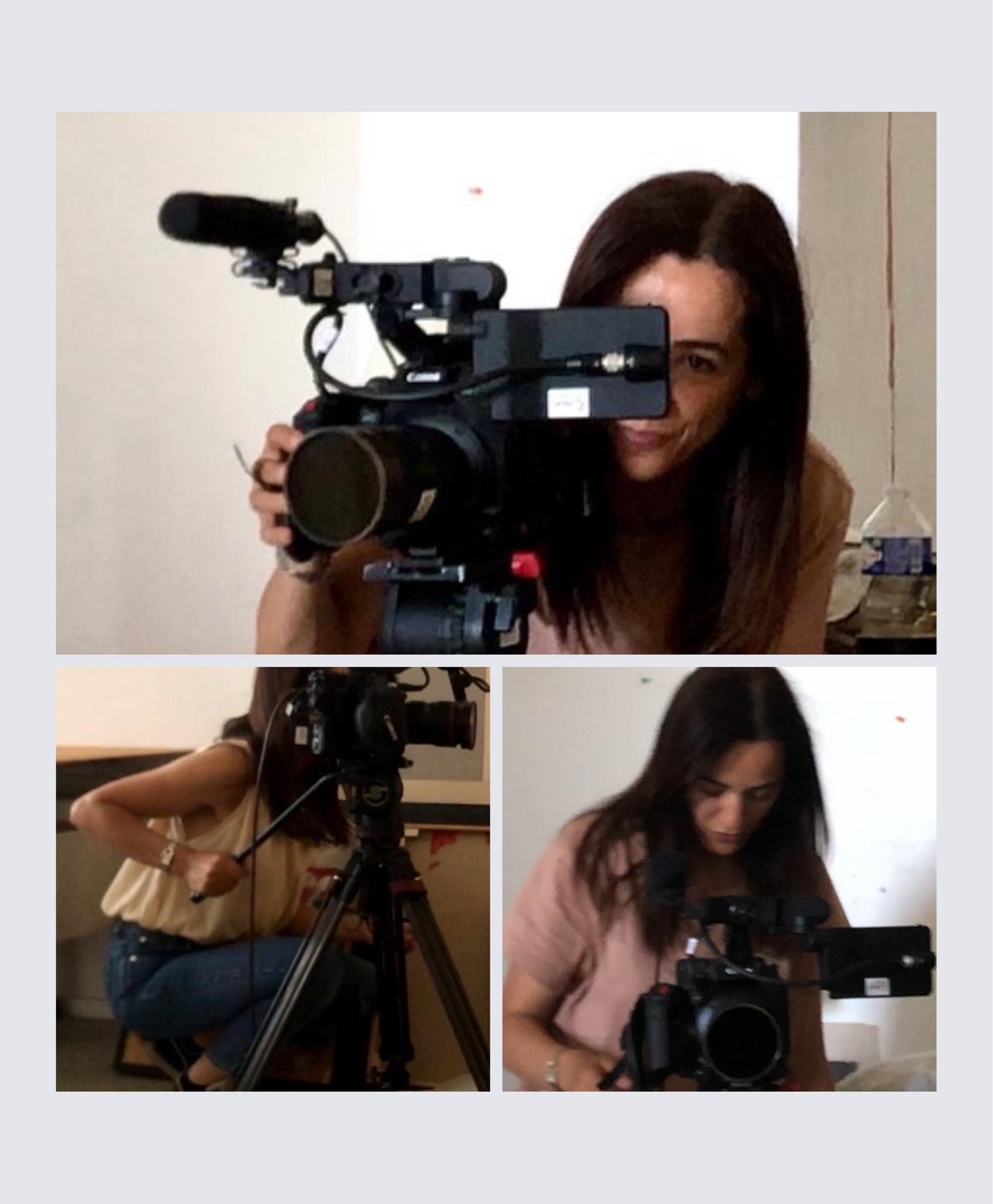
Tournage du film La couleur dans les mains en 2022

#### L'art et l'identité
La couleur dans les mains est la troisième adaptation de son roman éponyme réalisée par Nora Hamdi, sortie le 8 mai 2024. Le film dure 87 minutes et met en scène Kenza Moumou, Marin Fabre, Mohammed Benazza, et d'autres acteurs. L'histoire suit Yasmine, une jeune peintre qui, pour se loger à Paris, doit adopter une nouvelle identité. Ce changement l'amène à explorer la vie cachée de ses parents, morts lors du terrorisme en Algérie. À travers sa quête artistique et personnelle, Yasmine découvre le secret de ses origines et trouve ainsi un éclairage sur son passé.
Le film est projeté en avant-première au 6ème Festival national de la littérature et du cinéma de la femme de Saïda en Algérie. Les plans serrés sur les personnages soulignent leur détresse intérieure, notamment celle de Yasmine, qui trouve parfois du réconfort auprès de son ami Benoît et de sa famille. L'art y est présenté comme un moyen de libération, permettant à l'héroïne d'exprimer ses souffrances et de trouver un certain apaisement face à la difficulté de s'intégrer tout en préservant son héritage familial et culturel.
Nora Hamdi aborde également la question du racisme institutionnel en France, dénonçant un racisme  décomplexé qui impose le changement de nom comme condition d'intégration. Selon la réalisatrice, cette pratique constitue une forme de colonisation moderne, un effacement de l'identité. Le film, difficile à financer en raison de son sujet sensible, traite de la quête de soi, de la mémoire et de l'importance du nom en tant qu'héritage essentiel.

#### Accueil critique
Le film, selon le critique cinéma Laurent Cambon, dépeint avec sensibilité le tiraillement entre la nécessité de se conformer à des attentes sociétales et le besoin de préserver son histoire personnelle. Le journaliste note la performance touchante de Kenza Moumou, qui incarne une jeune femme à la recherche d’un équilibre entre son passé et son présent, tout en louant la sincérité de la mise en scène de la réalisatrice.
Dans son article Walid Mebarek met en avant la puissance de ce film autobiographique qui exprime les luttes identitaires de Yasmine, une jeune artiste franco-algérienne confrontée à l’aliénation et au racisme ordinaire dans la France contemporaine. Il salue l'authenticité avec laquelle la cinéaste revisite ses propres expériences, entre l'héritage de la décennie noire en Algérie et les défis d'une intégration en France. D'après Mebarek, le film est « un hymne à l’amour, à la tolérance et à la compréhension de l’autre», soulignant la nécessité de dépasser les stéréotypes et de reconnaître la richesse de la diversité.

## Analyse de son style

### Processus créatif
La méthode de Nora Hamdi se distingue par son aptitude à adapter ses romans au cinéma, transformant des récits littéraires en œuvres visuelles. Son travail reflète une transition entre l'écriture romanesque et l'écriture cinématographique.

### La poésie urbaine
Dans Des poupées et des anges, Nora Hamdi combine un réalisme cru avec des accents poétiques, inscrivant son récit dans un paysage urbain chargé de tensions. Les cités de banlieue et les rues de Paris ne se contentent pas d’être un décor, mais deviennent le miroir des émotions de ses personnages, entre isolement et quête d’épanouissement.
L’histoire de Lya, 16 ans, et de ses sœurs Chirine et Inès, confrontées à la violence patriarcale et à des choix de vie difficiles, décrit en profondeur les fractures sociales et familiales. Ce cadre réaliste est sublimé par une approche esthétique qui dévoile l’intimité des protagonistes. Le slam et la voix off introduisent des moments de poésie qui offrent aux héroïnes un espace d’expression, révélant leurs espoirs et leurs souffrances face aux contraintes de leur environnement.
Grâce à des plans rapprochés et une caméra qui capte les gestes du quotidien avec une précision quasi documentaire, Nora Hamdi confère une authenticité à leur parcours. Elle transcende toutefois la rudesse de leur réalité par une narration marquée par la sensibilité et l’humanité des personnages.

### Le choix du huis clos
Dans La Maquisarde, la réalisatrice exploite le huis clos comme un outil narratif central. En situant l’intrigue dans des espaces restreints, tels qu’une forêt française évoquant les maquis algériens ou un ancien bâtiment parisien rappelant les geôles coloniales, elle intensifie l’atmosphère oppressante qui imprègne le film. Ces décors dépouillés, mais riches en symbolisme, reflètent l’enfermement à la fois physique et psychologique des personnages.
L’histoire suit Neïla, une jeune militante engagée dans la lutte pour l’indépendance de l’Algérie, capturée par les forces coloniales françaises. Soumise à des interrogatoires brutaux, elle rencontre Suzanne, une infirmière française hantée par son rôle dans le système colonial et en quête de rédemption. Leur confrontation révèle les dilemmes moraux et les blessures intimes engendrées par le conflit. Ce huis clos crée un espace propice à un face-à-face intense entre Neïla et Suzanne, deux femmes aux parcours opposés, mais liées par les tensions et les tragédies de la guerre. Nora Hamdi préfère suggérer la torture plutôt que la représenter explicitement, invitant ainsi le spectateur à mobiliser son imagination et sa réflexion.

### La métaphore visuelle de l’identité
Dans La Couleur dans les mains, Nora Hamdi traduit les luttes intérieures de ses personnages à travers un usage poétique des métaphores visuelles. Le film suit Yasmine, une artiste peintre qui, après avoir perdu ses parents pendant la période du terrorisme en Algérie, s’installe à Paris en découvrant le racisme ordinaire, à travers son changement d’identité imposée. Son art devient pour elle un moyen d'exulter ce racisme et de renouer avec ses origines, tout en révélant les secrets enfouis de son passé familial.
Au fil de son parcours, Yasmine se heurte aux défis de l’intégration en France, confrontée au aux injonctions d’un milieu de l’art élitiste. Nora Hamdi construit son récit à partir d’un langage cinématographique où les couleurs et les textures jouent un rôle central. Les scènes marquées par des tons sombres traduisent les pressions sociales et les moments de doute, tandis que les couleurs vives éclatent dans les séquences de création, symbolisant l’espoir et la résilience. Ce dialogue visuel, riche en subtilité, permet à la cinéaste de raconter l’histoire avec une dimension intellectuelle et une intensité émotionnelle, sans recourir à un discours explicatif direct.

### La représentation des femmes maghrébines à l’écran
Nora Hamdi avait déjà remarqué l'absence de représentation de personnages français d'origine maghrébine dans le cinéma, ainsi que le manque de prise en compte de leurs propres histoires. Elle rejette les clichés qui réduisent les femmes issues du Maghreb à des rôles passifs ou subordonnés, et souhaite offrir une vision plus nuancée et complexe de celles-ci. Elle représente ces femmes non seulement comme des figures actives dans leurs propres récits, jusqu’ici réappropriés par d’autres. Ses personnages deviennent des êtres forts et déterminés, en lien avec leur héritage familial et culturel.
À travers des figures non manichéenes tels que Lya dans Des poupées et des anges, Neïla dans La Maquisarde ou Yasmine dans La Couleur dans les mains, elle met en perspective leurs luttes internes et leurs aspirations profondes. En tout état de cause, Nora Hamdi rend hommage par ses récits à des femmes trop souvent négligées, en leur accordant une voix et une place dans un cinéma qui tend à les invisibiliser. Elle interroge également les frontières entre identité culturelle et individuelle, ainsi que les normes sociales imposées aux femmes maghrébines, inscrivant sa démarche dans un courant du féminisme arabe et musulman.

## Œuvres littéraires

### Bande dessinée
- 2002 : Trois étoiles, Au Diable Vauvert ; scénario de Virginie Despentes

### Romans
- 2004 :  Des poupées et des anges, Au Diable Vauvert ; 2015, édition poche, Au Diable Vauvert Chronique sur les filles de la banlieue parisienne
- 2005 : Plaqué or, Au Diable Vauvert Roman sur l'identité
- 2010 : Les Enlacés, Léo Scheer Roman sur les relations amoureuses
- 2011 : La Couleur dans les mains, Léo Scheer Roman sur le parcours artistique de l'auteur
- 2014 : La Maquisarde, Grasset Sujet sur la guerre d'Algérie sous l'axe des femmes
- 2016 : La Maquisarde, Éditions algériennes, Sedia 2017 : lecture / adaptation théâtrale (théâtre IVT)

### Nouvelles
- 2003 : La Fille de Pissevin Pour le théâtre Kaléidoscope à Nîmes
- 2004 : La Désinvolture du prince charmant Pour la revue Bordel aux éditions Flammarion

## Filmographie
- 2000 : Petits Ensembles au bout de la nuit (court métrage)
- 2000 : La Danse dans le noir, (court métrage)
- 2008 : Des poupées et des anges avec Leïla Bekhti, Karina Testa et, entre autres, Samy Naceri, Léa Seydoux, Samuel Le Bihan… Adaptation à l'écran de son premier roman
- 2020 : La Maquisarde Adaptation de son roman
- 2024 : La Couleur dans les mains, avec Kenza Moumou et Marin Fabre Adaptation de son roman